# Максимчук Валентин Юхимович
Валентин Юхимович Максимчук (26 грудня 1950) — доктор фізико-математичних наук, професор, дійсний член (академік) Української нафтогазової академії, Почесний розвідник надр. Лауреат Державної премії України в галузі науки і техніки.

## Життєпис
Народився 26 грудня 1950 року в с. Білівці Хотинського району Чернівецької області.
Закінчив Білівецьку середню школу.
Вступив до Івано-Франківського інституту нафти та газу, який закінчив 1973 року за спеціальністю «Геофізичні методи пошуків та розвідки корисних копалин».
Трудову діяльність розпочав у Львівському філіалі математичної фізики Інституту математики АН УРСР.
Без відриву від виробництва, з 1978 по 1982 рік, навчався в аспірантурі Інституту земного магнетизму, іоносфери та поширення радіохвиль АН СРСР (ІЗМІРАН).
1983 захистив кандидатську дисертацію.
1997 захистив докторську дисертацію в Інституті геофізики ім. С. І. Субботіна НАН України .
Учене звання професора кафедри польової нафтогазової геофізики присвоєно 2006 року.
З 2003 року — очолює Карпатське відділення Інституту геофізики ім. С. І. Субботіна НАН України.

## Наукові пріоритети
- Вивчення глибинної будови літосфери методами геофізики з метою пошуку корисних копалин
- Розробка теорії, методики, апаратури для забезпечення геофізичних досліджень
- Вивчення і прогнозування сейсмічної небезпеки та інших небезпечних природних явищ

## Досягнення
Світового рівня:
- На основі вивчення вікових варіацій геомагнітного поля виявив регіональні аномалії вікового ходу та дослідив їхню природу. Отримані результати розширили існуючі уявлення про спектр варіацій магнітного поля Землі.
- Уперше обґрунтував методичні принципи використання часових змін магнітного поля для виявлення активних тектонічних розломів та розробив на цій основі новий геомагнітний метод — динамічну магнітометрію.
- За безпосередньою участю В. Ю. Максимчука в Закарпатській сейсмоактивній зоні створено мережу геофізичних станцій для вивчення провісників землетрусів, що дозволило отримати важливі наукові дані про сейсмотектонічні процеси у Карпатах.
- Досліджуючи Антарктики, став ініціатором та організатором тектономагнітного дослідження на західному узбережжі Антарктичного півострова, що дозволили отримати нові дані про сучасну геодинаміку земної кори в районі Антарктичного півострова.

## Праці
Автор близько 250 наукових праць, серед них 4 монографії, 1 підручник та 3 патенти.

## Нагороди
- Орден «За заслуги» III ст. (7 квітня 2008) — за значний особистий внесок у розвиток вітчизняної геологічної науки, розширення мінерально-сировинної бази Української держави, багаторічну плідну працю[1]
- Державна премія України в галузі науки і техніки 2015 року — за цикл наукових праць «Структура і динаміка геофізичних полів як відображення еволюції та взаємодії геосфер в Антарктиці» (у складі колективу)[2]
- За монографію «Динаміка аномального поля Землі» В. Ю. Максимчуку із співавторами присуджено іменну премію НАН України (2004 р.) ім. академіка С. І. Субботіна.

## Педагогічна та наукова діяльність
Викладає та керує дипломними проектами в Івано-Франківському національному технічному університеті нафти та газу.
Член спеціалізованих наукових рад при Інституті геофізики імені С. І. Субботіна НАН України та Івано-Франківському національному технічному університеті нафти та газу.
Член редколегії низки наукових журналів.

## Сім'я
Дружина, син та донька, троє онуків.